# 亞納烏克沙嶺
亞納烏克沙嶺（Yana Ucsha），是秘魯的山嶺，位於該國中部胡寧大區的萬卡約省，屬於安第斯山脈中瓦伊塔帕利亞納山脈的一部分，海拔高度約5,300米。
11°54′S 75°06′W / 11.9°S 75.1°W
1. ↑  Evelio Echevarría, Cordillera Huaytapallana, Peru, in: The Alpine Journal, 2009, p. 161-167